# D. Marc Kilgour
D. Marc Kilgour ist ein kanadischer Mathematiker, der als Professor an der Wilfrid Laurier University forscht und lehrt. Zudem ist er außerordentlicher Professor für Systems Design Engineering an der University of Waterloo. Zu seinen Forschungsgebieten zählt die Entscheidungsanalyse mit mehreren Personen und mehreren Zielen (einschließlich Spieltheorie). Er analysierte auch politische Entscheidungen, insbesondere zur Rüstungskontrolle und internationalen Strategie. 2012 amtierte er als Präsident der Peace Science Society (International).
Kilgour machte alle seine akademischen Abschlüsse (Bachelor, Master, Ph.D.) an der University of Toronto. Er war Gastforscher an Universitäten in Österreich und der Schweiz, in Japan, China, Australien und Frankreich. Von 1991 bis 2004 war er Direktor des Laurier Centre for Military Strategic and Disarmament Studies.

## Schriften (Auswahl)
- Mit Frank C. Zagare: Perfect deterrence. Cambridge University Press, Cambridge/New York 2000, ISBN 0521781744.
- Mit Liping Fang und Keith W. Hipel: Interactive decision making. The graph model for conflict resolution. Wiley, New York 1993, ISBN 0471592374.
- Mit Steven J. Brams: Game theory and national security. B. Blackwell, New York 1988, ISBN 1557860041.